# Jaybird (società)

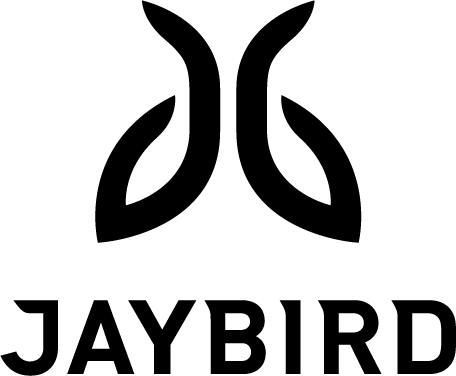
Logo della società

Jaybird è una società di elettronica di consumo, fondata nel 2006 dall'imprenditore australiano Judd Armstrong, con sede a Park City, Utah, ed è di proprietà di Logitech. L'azienda è nota per le cuffie bluetooth sportive, ma produce anche monitor per attività fisiche indossabili.

## Storia dell'azienda
Il fondatore, Judd Armstrong, era un atleta deluso dalle prestazioni delle cuffie dell'epoca, voleva creare un prodotto che fosse ottimale per l'attività fisica; iniziò a mettere in vendita alcuni suoi prototipi online, per recuperare i costi di produzione, e, nel 2006, fondò la Jaybird LLC a Park City, in Utah.
La prima cuffia bluetooth dell'azienda, la JB100 Freedom, fu lanciata nel 2007. Nel 2014, Jaybird è entrata nel mercato del wearable fitness, con "Reign", un braccialetto da activity tracker, capace di svolgere varie funzioni come ad esempio la misurazione del numero di passi, delle calorie bruciate, delle ore di sonno e della frequenza cardiaca. Sempre nel 2014, la società è stata elencata tra i 5 migliori produttori di cuffie più vendute insieme a Beats, Bose, Sennheiser e Sony, secondo la società di ricerche di mercato NPD Group.
Il 12 aprile 2016, la società è stata acquisita da Logitech per 50 milioni di dollari.

## Prodotti
- Auricolare bluetooth JF3 Freedom
- Bluebuds X - Auricolare bluetooth
- X2 - Auricolari bluetooth
- Reign - Activity tracker e app mobile
- Freedom (2016) - Auricolare bluetooth
- X3 - Auricolari bluetooth
- Run - Auricolari bluetooth
- X4 - Auricolari bluetooth